# ريتش ميخائيل
ريتش ميخائيل (بالإنجليزية: Rich Michael)‏ هو لاعب كرة قدم أمريكية أمريكي، ولد في 15 نوفمبر 1938 في هاملتن في الولايات المتحدة.

## وصلات خارجية
- ريتش ميخائيل على موقع مرجع كرة القدم المحترفة.كوم (الإنجليزية)